# Carex ducellieri
Carex ducellieri là một loài thực vật có hoa trong họ Cói. Loài này được Beauverd mô tả khoa học đầu tiên năm 1919.